# Fukui

Fukui (福井市 Fukui-shi?) este un municipiu din Japonia, centrul administrativ al prefecturii Fukui.

## Legături externe
Materiale media legate de municipiul Fukui la Wikimedia Commons
1. ↑   (PDF) https://www.soumu.go.jp/main_content/000802301.pdf, accesat în 26 septembrie 2022 Lipsește sau este vid: |title= (ajutor)
2. ↑   (PDF) https://www.soumu.go.jp/main_content/000802298.pdf, accesat în 26 septembrie 2022 Lipsește sau este vid: |title= (ajutor)
3. ↑   (PDF) https://www.mlit.go.jp/common/001098865.pdf, accesat în 26 septembrie 2022 Lipsește sau este vid: |title= (ajutor)
4. ↑  福井市統計書 > 土地・気象 > 市域の変遷 (PDF) (în japoneză), arhivat din original la |archive-url= necesită |archive-date= (ajutor)